# طعام مريح

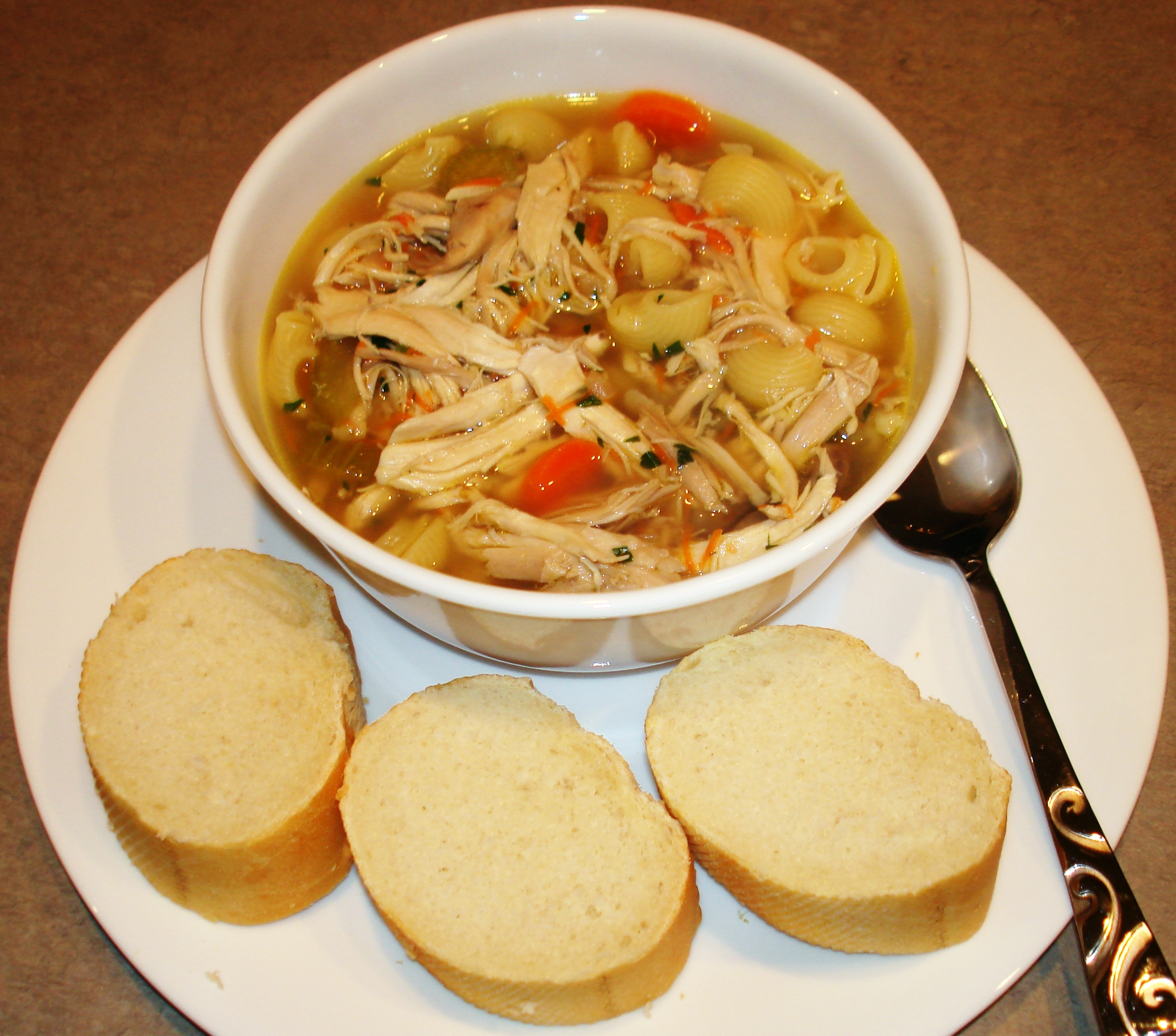
شوربة الدجاج, تعتبر طعاما مريحا كلاسيكيا في مختلف البلدان

الطعام المريح هو الطعام الذي يعطي قيمة العاطفية أو حنونة لشخص ما ويمكن أن يتميز بالطبيعة السعرية، مستوى عالي من الكربوهيدرات، أو التحضير البسيط.
الحنيّة ممن ان تكون لشخص معين، أو ممكن أن تطبق على ثقافة معينة 

## التعريف
مصطلح الطعام المريح كان يتبع للقِدم على الأقل إلى 1966، عندما لفظ نخلة الشاطئ إنتشر إستخدامه في قصة: «البالغون»، عند تحت تأثير مشاعر الضغط الحادّة، هيا نذهب إلى الأمور التي يجب تسميتها «الطعام المريح» -الطعام رُبط مع الآمان للطفولة، مثل: بيض الأم المسلوق أو شوربة الدجاج المشهورة
إنّه لمن المصدق أن يكون آلية الإفريز العظيمة للتسكين السريع للمشاعر السلبية.

## الدراسات النفسية
الطعام المريح من الممكن إستخدامه لمشاعر الغضب الإيجابية، حتى يزيل الآثار النفسية السلبية أو ليزيد المشاعر الإيجابية 
أحد الدراسات قسمت الكلية-الطلاب-الطعام المريح التعريفات إلى أربعة خصائص (الطعام الحنون، الطعام المنغمس، الطعام المريح، الطعام المريح الطبيعي) مع تأكيدات مميزة على الاختيار المعتمد لطعام معين لتعديل المزاج أو التأثير، وإشارات على أنه الاستخدام الطبي-العلاجي لطعام معين.
ممكن أن يكون مسألة هامة لتغير المزاج.
التعريفات لمواد معينة مثل الطعام المريح ممكن تمييزها ولو أن الأنماط قابلة للكشف. في دراسة معينة للتفضيلات الأمريكية،
"الذكور يفضلون الدفئ، الاشياء القلبية، وجبة الطعام المرتبطة بالطعام المريح (مثل شريحة لحم البقر، الأوعية المقاومة للحرارة، والشوربة)
بينما الإناث بدلا من ذلك يفضلون الطعام المريح الذي يحتوي على الكثير من السناكات (مثل الشوكولا والبوظة)؛. بالإضافة إلى ذلك، الأطفال الصغار يفضلون الكثير من السناكات مرتبطة بالطعام المريح بالمقارنة مع هؤلاء بعمر 55 سنة.
" الدراسة أيضا بينت الاتصالات القوية بين إستهلاك الطعام المريح والشعور بالذنب.